# Gnome Alone
Gnome Alone (Gnomos al Ataque en Hispanoamérica y Sola en casa en España) es una película canadiense-estadounidense de animación por ordenador y comedia de fantasía
dirigida por Peter Lepeniotis y escrita por Michael Schwartz y Zina Zaflow en una historia por Robert Moreland ya que se basa en el libro de Miqueas Jared Herman y Kyle Newman. La película, producida por 3QU Media y publicada por Smith Global Media, es protagonizada por las voces de Becky G, Josh Peck, Olivia Holt, Patrick Stump y David Koechner. Originalmente, su estreno estaba previsto para el 24 de octubre de 2017. Sin embargo, su fecha se movió al 13 de abril de 2018. En ese momento, solamente fue estrenada en todo el mundo a excepción de los Estados Unidos.

## Trama
La adolescente Chloe y su madre se ven obligadas a mudarse a un hogar con gnomos. Más tarde, Chloe y su vecino Liam descubren que los gnomos pueden cobrar vida. Desde años, los gnomos están protegiendo el hogar de las criaturas invasoras y moradas llamadas Trogg, cuyo plan es destruir, devorar y dominar el mundo a través de un portal ubicado en el interior de la Tierra. Entre las dos opciones, Chloe tendrá que elegir ayudar a su vecino y a los gnomos a salvar al mundo destruyendo a los Trogg por siempre, o unirse al grupo de las chicas populares de su colegio lideradas por la superficial, bella y odiosa Brittany.

## Reparto
- Becky G como Chloe, la protagonista. Al llegar a su nuevo hogar, descubre que los gnomos han estado protegiendo ese lugar de los malvados Troggs.
- Josh Peck como Liam, un chico nerd. A él le encanta jugar videojuegos en su celular y hablar con su abuela, ya que no tenía amigos en su escuela hasta que llegó Chloe.
- Tara Strong como Catherine, la mamá de Chloe. Al conseguir un nuevo trabajo, ella y su hija tuvieron que mudarse de casa. Al final termina llegando tarde a la noche luego de la invasión de Troggs, sin darse cuenta de lo sucedido.
- Olivia Holt como Brittany, la chica superficial, odiosa y bella más popular de la nueva escuela de Chloe.
- David Koechner como Zamfeer / Pocket
- Jeff Dunham como Quicksilver
- Patrick Stump como Alpha / Bravo / Charlie
- Nash Grier como Trey, el chico más torpe de la escuela de Chloe.
- Madison De La Garza como Tiffany / Chelsea, otra de las dos chicas más populares en la nueva escuela de Chloe, y las mejores amigas de Brittany.
- George López como Zook
- Fred Tastaciore como Mega Trogg, la versión gigante de las criaturas Trogg unidas en una sola / Los Troggs, criaturas pequeñas y malvadas, comen y destruyen todo lo que encuentran. Son redondos y morados.[3]